# Jean Baptiste Métivier

Brienner Straße 14, ehedem Palais Almeida

Jean Baptiste Métivier (* 1. April 1781 in Rennes; † 15. Oktober 1857 in München) war ein französisch-deutscher Architekt, ranghoher bayerischer Baubeamter und Hofarchitekt bei Maximilian de Beauharnais.

## Leben
Jean Baptiste Métivier entstammte einer Familie von Architekten. Nach einer Ausbildung in Paris und seiner Heirat mit Jeanne Marie Menagé ging Métivier 1811 nach München. Hier erhielt er durch die Förderung des Ministers Maximilian von Montgelas erste Aufträge und wurde 1816 königlicher Bauinspektor.  Zwei Jahre später ernannte man ihn dann zum Hofdekorateur, wo er den Auftrag für die Innengestaltung des Zuschauerraums im Nationaltheater erhielt. 1824 wurde er Königlicher Baurat.
In München erbaute er vor allem Palais für Adel und Gesellschaft, die jedoch in der Mehrzahl im Zweiten Weltkrieg zerstört wurden, wie etwa das Palais des Grafen Maximilian von Montgelas am Karolinenplatz und das Schlösschen des Kriegsministers Nikolaus von Maillot de la Treille in Schwabing.
Der Regierungsantritt des franzosenfeindlich gestimmten König Ludwig I. im Jahr 1825 wirkte sich negativ auf Métiviers Karriere aus. Leo von Klenze wurde nun vorzogen. Trotz Métiviers bereits geschaffenen Meisterwerken wurde er nun benachteiligt und in die zweite Reihe geschoben. Bei einigen von Klenzes Bauten übernahm Métivier die Entwurfsplanung für die Innenausstattung. Klenze wiederum war Pate eines der Kinder von Métivier.
Die bis 1887 bestehende Synagoge an der Westenriederstraße in München, erbaut 1826 und der Marstall mit Reithalle beim Schloss St. Emmeram in Regensburg, erbaut 1827–1831, sind als weitere wichtige Werke zu nennen.
Métivier entwarf auch Möbel und weitere Einrichtungsgegenstände, gestaltete Festarrangements sowie Illuminationen.
Ab 1836 übernahm Jean Baptiste Métivier zu seinen übrigen Aufgaben die Stelle eines Hofarchitekten bei Maximilian de Beauharnais, dem 3. Herzog von Leuchtenberg.

## Grabstätte

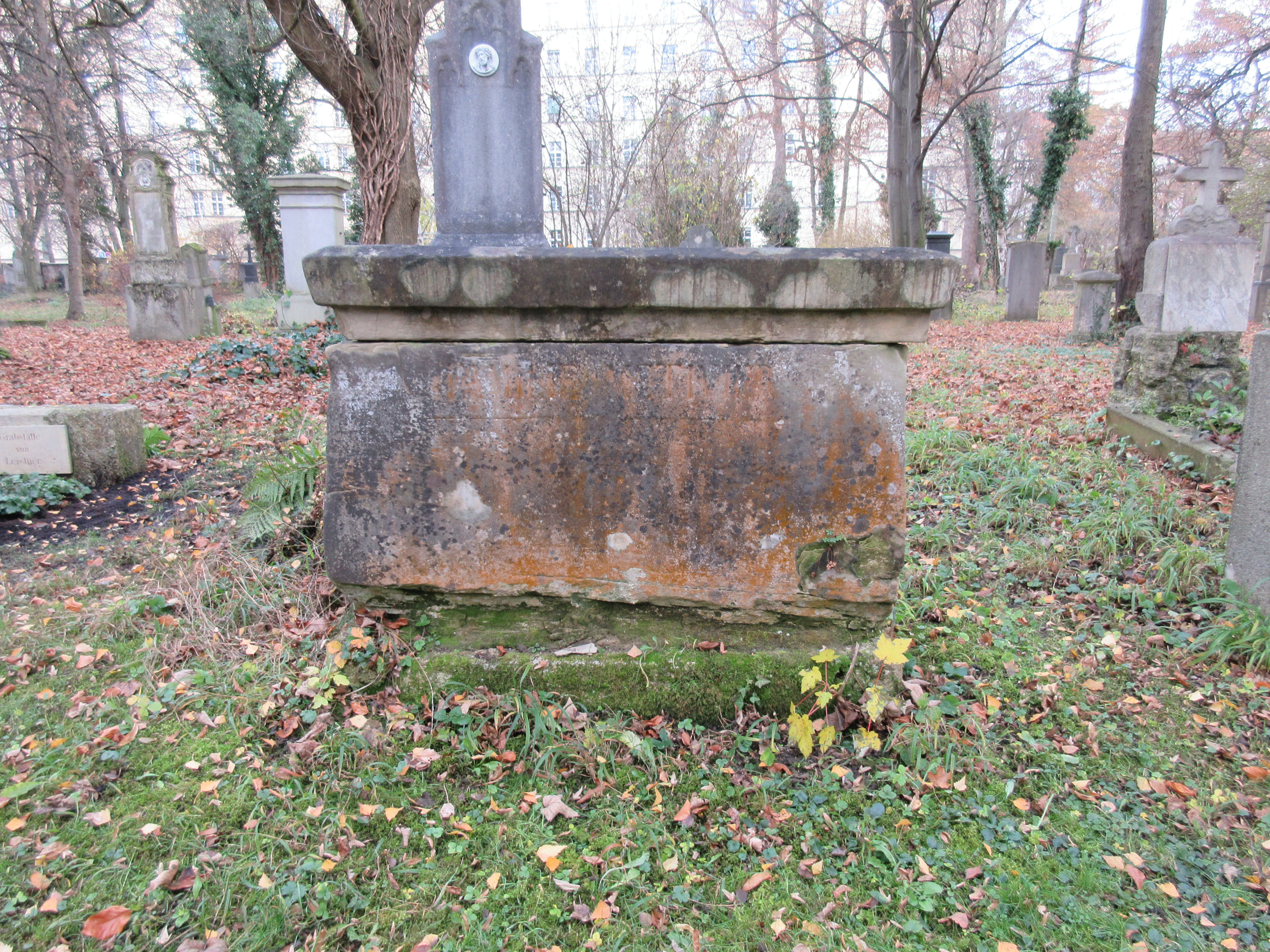
Grab von Jean Métivier auf dem Alten Südlichen Friedhof in München

Die Grabstätte von Jean Baptiste Métivier befindet sich auf dem Alten Südlichen Friedhof in München (Gräberfeld 9 – Reihe 1 – Platz 19) Standort.

## Würdigung
„Métivier galt als einer der begabtesten Baumeister in Bayern, er hatte nur das Pech, von den zur selben Zeit agierenden Stararchitekten Leo von Klenze und Friedrich von Gärtner.“
Eine Ehrung von Jean Baptiste Métivier durch Verleihung eines Straßennamens etc. durch die Stadt München blieb bisher aus.

## Werke (Auswahl)
Neben den bereits genannten Bauten sind bedeutsam:
- das Prinz-Carl-Palais in München (1804/06 und 1827)
- das Palais Woronzow (München) in München (1807/08 und 1820)
- die Innenausstattung des Neuen Schlosses in Pappenheim (1822)
- die Innengestaltung des Nationaltheaters in München
- das Palais Almeida in München (1824)
- Schloss Weyhern (1826)
- das Palais Barlow in München (1828)
- die Innenausstattung des Prinz-Carl-Palais in München (1830)
- die Innenausstattung der alten Matthäuskirche in München (1833)
- das alte Kurhaus in Bad Homburg (1843)
- Erweiterung und Ausbau von Schloss Nannhofen bei Mammendorf im Landkreis Fürstenfeldbruck (1848)